# Kallukomari, Nagamangala
Kallukomari là một làng thuộc tehsil Nagamangala, huyện Mandya, bang Karnataka, Ấn Độ.